# 프리냐노
프리나뇨(이탈리아어: Frignano)는 이탈리아 캄파니아주 카세르타도의 코무네다. 나폴리로부터 북서쪽으로 20km, 카세르타로부터 남서쪽으로 15km거리에 있다.